# Ge You
Ge You (nacido el 19 de abril de 1957 en Pekín, China) es un actor de cine y televisión chino. Es considerado por muchos como una de las personalidades de actuación más reconocidas en su país. Se convirtió en el primer actor asiático en ganar el Festival de Cine de Cannes al Mejor Actor por su papel en la película ¡Vivir! de Zhang Yimou.

## Filmografía parcial
- 1985 - Sheng Xia He Da Te Wei Hun Fu como Wei Xuejin
- 1985 - Mountain's Daughter como Zhu Guangjin
- 1986 - Perfect Matches como Ke Nian
- 1988 - Elope como Gou Li
- 1989 - Ballad of the Yellow River como Hei Gutou
- 1990 - Peking Duck Restaurant como el Maestro Ji
- 1991 - Steel Meets Fire como Xi Shiguan
- 1992 - Divorce Wars como Da Ming
- 1993 - Adiós a mi concubina como el maestro Yuan
- 1993 - The Vanished Woman como Shan Liren
- 1994 - ¡Vivir! como Xu Fugui
- 1997 - Keep cool como policía
- 2001 - El funeral del jefe como YoYo
- 2006 - The Banquet como Emperador Li
- 2010 - Let the bullets fly  como Ma Bangde
- 2019 - Wo he wode zu guo como Zhang Beijing
- 2019 - Liang zhi lao hu  como Zhang Chenggong
- 2020 - Wo he wode jia xiang como Zhang Beijing
- 2021 - Gu dong ju zhong ju como Fu Gui
- 2022 - Ci wei como Wang Zhantuan

## Televisión
- 1999 - Divorce como Old Lee
- 1997 - Kou Laoxi'er como Kou Zhun
- 1996 - A Native of Shanghai in Tokyo como Qiu Minghai
- 1995 - Story of Beijing Tanqiu
- 1994 - I Love My Family como Ji Chunsheng
- 1992 - Beiyang Fleet como He Jing
- 1992 - Stories From The Editorial Board como Li Dongbao
- 1990 - Fortress Besieged como Li Meiting